# Lehrgang universitären Charakters
Der Lehrgang universitären Charakters war eine Studienform, die in Österreich bis Ende des Jahres 2012 von außeruniversitären Bildungseinrichtungen angeboten wurde. Je nach Ausbildungsdauer konnten an die Absolventen Mastergrade (durchschnittliche Studiendauer 4 Semester) oder akademische Expertentitel (durchschnittliche Studiendauer 2 Semester) verliehen werden. Die Mastergrade in der Weiterbildung sind allerdings nicht identisch mit den Mastergraden aufgrund des Abschlusses ordentlicher Studien (Masterstudien), auch wenn sie zum Teil denselben Wortlaut haben.

## Geschichte
Lehrgänge universitären Charakters wurden mit dem Universitäts-Studiengesetz 1997 eingeführt; sie ermöglichten damit erstmals auch privaten Bildungseinrichtungen in Österreich, Studiengänge anzubieten und entsprechende akademische Grade wie den MBA zu verleihen. Die Lehrgänge wurden dazu vom zuständigen Bundesministerium geprüft und genehmigt.
In der Zwischenzeit änderten sich die Rahmenbedingungen für Hochschulbildung in Österreich grundlegend. So wurde durch das Universitäts-Akkreditierungsgesetz die Möglichkeit zur Gründung von Privatuniversitäten vorgesehen. Während für die Lehrgänge universitären Charakters noch vorgesehen war, dass die jeweilige Institution Gutachten hinsichtlich der wissenschaftlichen Qualität selbst vorzulegen hatten (§ 27 UniStG), sah das Gesetz für Privatuniversitäten ein Akkreditierungsverfahren vor. Kritisiert wurde, dass Lehrgänge universitären Charakters damit nur einer minimalen Qualitätssicherung unterlagen,
während die privaten Bildungsträger vor entstehenden höheren Kosten für Studierende warnten.
Das Universitäts-Studiengesetz, das hauptsächlich das Studienrecht für die öffentlichen Universitäten und nur als Nebenaspekt die Lehrgänge universitären Charakters regelte, wurde durch das Universitätsgesetz 2002 abgelöst. Das UG 2002 sah vor, dass Neuanträge für Lehrgänge universitären Charakters nur noch bis 31. Dezember 2003 möglich waren und dass die Lehrgänge universitären Charakters letztendlich noch bis Ende 2012 angeboten werden durften (§ 124 Abs. 6 und 6a UG 2002).
Im Jahr 2011 hatte das Wissenschaftsministerium im Rahmen der Arbeiten am Qualitätssicherungsrahmengesetzes geplant, als Nachfolgelösung „Zertifikatslehrgänge“ zu schaffen, die durch die AQ Austria akkreditiert werden sollten. Diese fehlen jedoch im letztlich beschlossenen Qualitätssicherungsrahmengesetz (BGBl. I Nr. 74/2011). Damit können in Österreich Masterlehrgänge nur mehr an Universitäten und Hochschulen angeboten werden.

## Rechtliche Einordnung der Abschlüsse
Ein erworbener Mastergrad (z. B. MPA – Master of Public Administration, MBA – Master of Business Administration, MA – Master of Arts usw.) ist im Sinne der österreichischen Rechtsvorschriften ein akademischer Grad. Masterlehrgänge mussten in den Zulassungsbedingungen, im Umfang und den Anforderungen mit entsprechenden ausländischen Masterstudien vergleichbar sein. Dies wurde vom Bundesministerium für Wissenschaft und Forschung überprüft.
Die Mastergrade in der Weiterbildung (Universitätslehrgänge nach § 58 des Universitätsgesetzes 2002, Lehrgänge universitären Charakters nach § 28 des Universitäts-Studiengesetzes, Lehrgänge zur Weiterbildung nach § 9 Abs. 2 des Fachhochschul-Studiengesetzes sowie Hochschullehrgänge nach § 39 Abs. 2 des Hochschulgesetzes 2005) sind aber nicht identisch mit den Mastergraden aufgrund des Abschlusses ordentlicher Studien (Masterstudien), auch wenn sie zum Teil denselben Wortlaut haben.
Akademische Expertentitel sind keine akademischen Grade, sondern Bezeichnungen, die den Inhalt der universitätsnahen Ausbildung widerspiegeln. Nach Abschluss eines entsprechenden Lehrganges können diese Titel im öffentlichen Schriftverkehr (Ämtern und Behörden etc.) auf Briefköpfen, Visitenkarten udgl. als Zusatzinformation angeführt werden, sie können aber nicht in Urkunden eingetragen werden. Die Expertentitel werden, sofern dies in der Ministerverordnung vorgesehen ist, mit einem die Inhalte des Lehrganges charakterisierenden Zusatz verliehen – z. B. „Akademische(r) Verwaltungsmanager(in)“, „Akademische(r) Unternehmensberater(in)“, „Akademische(r) Finanz- und Vermögensberater(in)“, „Akademische/r Industrial Engineer“ usw.